# LLYLM
«LLYLM» (siglas de «Lie Like You Love Me»; en español: «Miente como si me amases») es una canción interpretada por la cantautora española Rosalía. Fue lanzada a través de Columbia Records como un sencillo el 27 de enero de 2023. La canción de pop flamenco contiene palmadas, guitarras, sintetizadores y un coro cantado en inglés. «LLYLM» promocionó una bebida de edición limitada realizada en colaboración entre Rosalía y Coca-Cola.

## Antecedentes y composición
Rosalía comenzó a compartir fragmentos de la canción a principios de enero de 2023, mientras estaba de vacaciones en Tokio con su pareja, el cantante puertorriqueño Rauw Alejandro. El 18 de enero, la cantante reveló la fecha de lanzamiento de la canción. Siguió compartiendo videos en TikTok con fragmentos de la canción antes de su lanzamiento. El 23 de enero, reveló la portada de la canción.
«LLYLM» ha sido descrita como una canción de pop flamenco con influencias electrónicas. El primer verso comienza como un trabalenguas; «El que quiero, no me quiere / Como quiero que me quiera», con Rosalía cantando sobre un compás de palmadas. Para el coro, cambia al inglés mientras usa falsete e instrumentación proporcionada por guitarra y sintetizadores; «I don't need honesty / Baby, lie like you love me, lie like you love me».

## Posicionamiento en listas
| Lista (2023)                               | Mejor posición |
| ------------------------------------------ | -------------- |
| Bélgica (Ultratop 50 Valonia)              | 12             |
| Brasil (Top 10 Latino)                     | 1              |
| España (PROMUSICAE)                        | 4              |
| Estados Unidos (Billboard Hot Latin Songs) | 32             |
| Francia (SNEP)                             | 34             |
| Grecia (IFPI)                              | 80             |
| Italia (FIMI)                              | 74             |
| Mundo (Billboard Global 200)               | 66             |
| Nueva Zelanda (Hot Singles )               | 31             |
| Países Bajos (Single Tip)                  | 12             |
| Portugal (AFP)                             | 48             |
| Suecia (Sverigetopplistan Heatseeker)      | 19             |
| Suiza (Schweizer Hitparade)                | 32             |

## Historial de lanzamiento
| Región | Fecha               | Formato                     | Discográfica    | Ref.   |
| ------ | ------------------- | --------------------------- | --------------- | ------ |
| Varios | 27 de enero de 2023 | Descarga digital, streaming | Capitol Records | [ 22 ] |